# Церква святого Іллі (Задар)

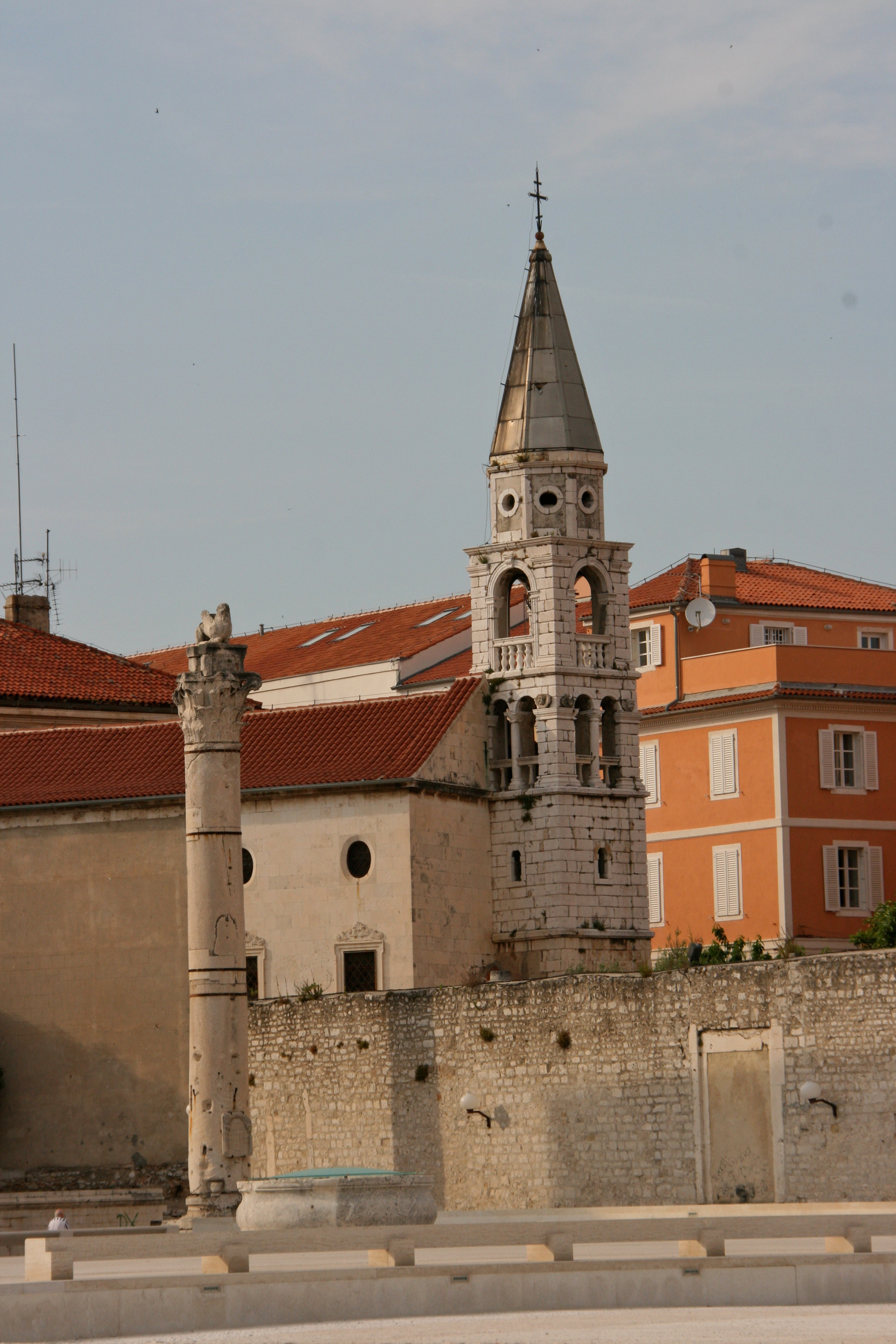
Дзвіниця

Церква святого Іллі (хорв. Crkva Svetog Ilije) — православна церква у м. Задарі (Хорватія). Знаходиться на території римського форуму. Належить до парафії Сербської православної церкви.  
Церква була збудована у 1773 році у пізньобароковому стилі на місці середньовічної церкви Св. Іллі, яка в кінці XVI століття поступилися грекам православного віросповідання, переважно венеційським солдатам і морякам. Дзвіниця була споруджена у 1754 році, у той час, коли церква перейшла сербам. Церква є однонефовою спорудою, прикрашеною зсередини тинькуванням. У церкві збереглась велика колекція ікон XVI–XVIII століття. Біля церкви на площі знаходиться бароковий палац Янковичів XVII століття.